# Хрыков, Николай Михайлович
Николай Михайлович Хрыков (10 декабря 1923 — 22 мая 1987) — автоматчик, старший сержант. Герой Советского Союза.

## Биография
Родился 10 декабря 1923 года в деревне Кофаново ныне Орловского района Орловской области.
В Красной Армии с августа 1943 года. Воевал на Брянском, Белорусском, Центральном, 1-м, 2-м, 3-м Белорусских фронтах.
24 июня 1944 года в Гомельской области Хрыков с отделением преодолел три траншеи противника, ворвался в четвёртую и уничтожил солдат. 29 июня 1944 года на реке Березина захватили паром и под огнём противника перетащили его к своему берегу.
Указом Президиума Верховного Совета СССР от 24 марта 1945 года за мужество и героизм, проявленные при форсировании реки Березина, Хрыкову Николаю Михайловичу присвоено звание Героя Советского Союза с вручением ордена Ленина и медали «Золотая Звезда».

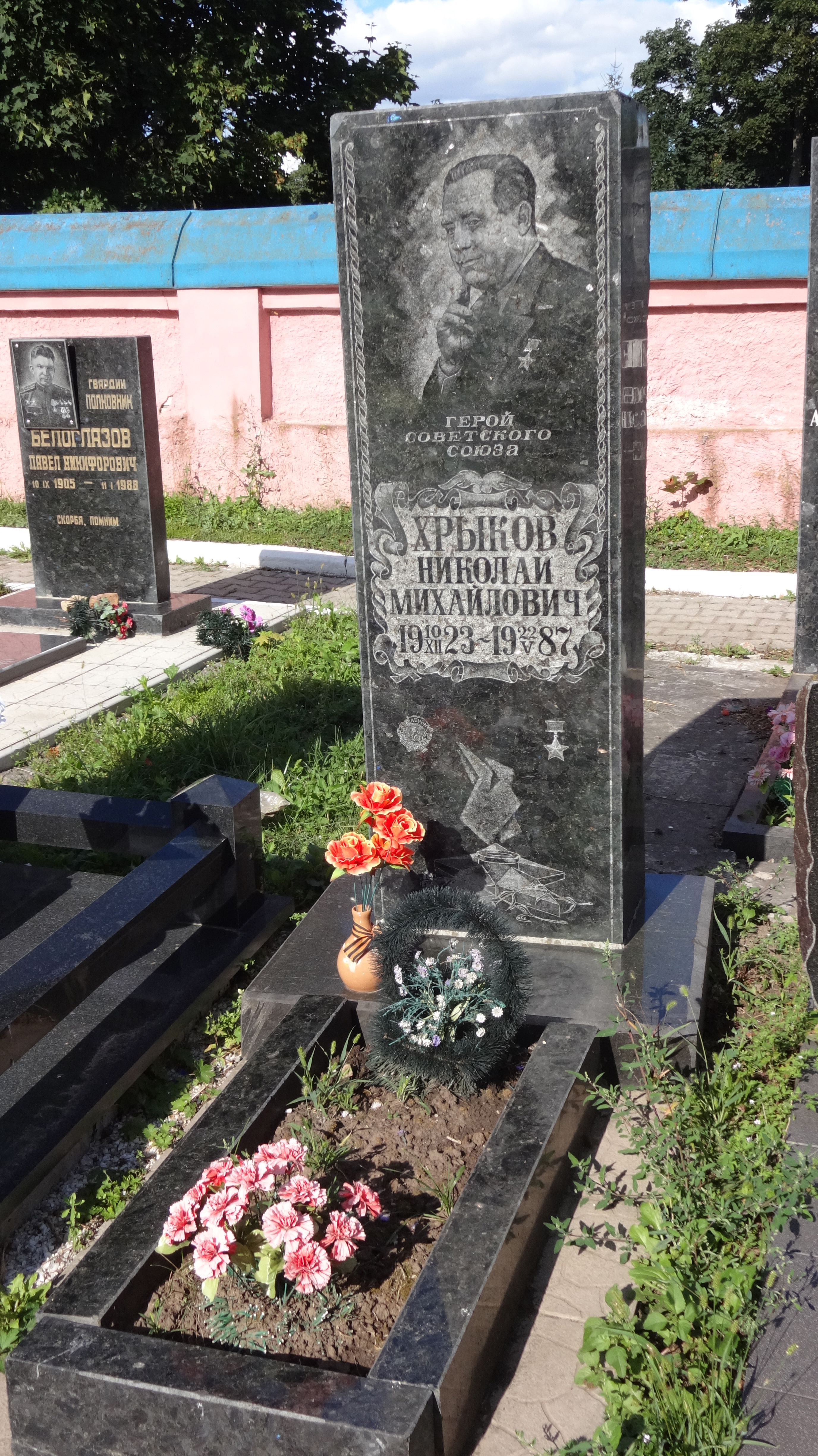
Надгробный памятник Николая Михайловича Хрыкова.

Жил в Орле. Скончался 22 мая 1987 года.
Награждён орденами Ленина, Отечественной войны 1-й степени, медалями.